# Clariola
Clariola is een vliegengeslacht uit de familie van de roofvliegen (Asilidae).

## Soorten
- C. cyaneithorax Meijere, 1913
- C. luteiventris Meijere, 1913
- C. pipunculoides (Walker, 1865)
- C. pulchra Kertész, 1901
- C. unicolor Meijere, 1913